# 为钢琴而作
《为钢琴而作》（法語：Pour le piano），作品95号（L.95），是一部德彪西创作的钢琴独奏组曲。这首组曲由三个独立的乐章组成，即Prelude（序曲）、Sarabande（萨拉班德）、Toccata（托卡塔）。这一组曲于1901年完成和出版，并于1902年1月12日由维涅斯（Ricardo Viñes）在巴黎Salle Érard音乐厅首演。随后拉威尔将萨拉班德改编为交响乐。该作品被视作德彪西第一部成熟的作品，并常常被录制。Bärenreiter在2018年（即德彪西逝世一百周年）出版了一个纪念版。

## 创作历史
德彪西在三个不同的时期创作了这部作品的三个部分。萨拉班德写于1894年冬天，题献对象是伊冯·勒罗雷在19世纪90年代，德彪西致力于交响乐和戏剧的创作。最终，他在1901年完成了这套组曲，并校正了萨拉班德。同时，他将第三部分，即托卡塔也题献给了伊冯·勒罗雷。这套组曲于1901年由出版商Eugène Fromont出版。